# Тит Вибий Гал
Тит Вибий Гал (на латински: Titus Vibius Gallus, на гръцки: Τ. Ουιβιου Γαλλου) е римски управител на провинция Тракия (legatus Augusti pro praetore Thraciae) по времето на август Максимин Тракиец и цезар Максим, вероятно между 235 и 236 г.
Произхожда от знатния римски род Вибии. Името му е известно от три надписа – две статуи, които издигнал в чест на Максимин във Филипопол (дн. Пловдив) и една на Максим в Августа Траяна (дн. Стара Загора).